# L'Investigateur
Pour plus de détails, voir Fiche technique et Distribution.
L'Investigateur (A nyomozó) est un film hongrois réalisé par Attila Gigor (hu) en 2008.

## Synopsis
Un homme tente au travers de la mort de sa maman de s'interroger sur sa vie sans elle. Son métier, médecin légiste, ne l'avantage pas dans sa vie sociale. Il tente alors le tout pour le tout, mais à quel prix...

## Fiche technique
- Titre : L'Investigateur
- Titre original : A nyomozó
- Réalisation : Attila Gigor
- Scénario : Attila Gigor
- Musique : László Melis
- Photographie : Máté Herbai
- Montage : Zoltán Kovács
- Production : Ferenc Pusztai
- Société de production : Anagram, Fastnet Films, Inforg Stúdió et KMH Film
- Société de distribution : Les Acacias (France)
- Pays :  Hongrie,  Suède et  Irlande
- Genre : thriller
- Durée : 107 minutes
- Dates de sortie : 
  -  Hongrie : 2 octobre 2008
  -  France : 12 août 2009

## Distribution
- Zsolt Anger : Malkáv
- András Márton Baló : Mehtar ben Jaron
- Péter Blaskó : Artúr Kertész
- Csaba Czene : Köpcös
- István Juhász : l'inspecteur Schwartz
- Ilona Kassai : la mère de Malkáv
- Éva Kerekes : Ágnes Kertész
- Júlia Nagy : La mère d'Evike
- Ferenc Pusztai : József Szemben
- Pálma Pusztai : Evike
- Judit Rezes : Edit
- Andrea Spolarics : l'inspecteur Ildikó
- Zoltán Tamási : Monori
- Sándor Terhes : Ferenc Szirmai
- Ildikó Tóth : Mme. Szirmai
- József Tóth : Dr. Zoltán Kutya
- Katalin Várnagy : Mme. Gábor
- Zsolt Zágoni : Küklopsz